# Săn chim trĩ

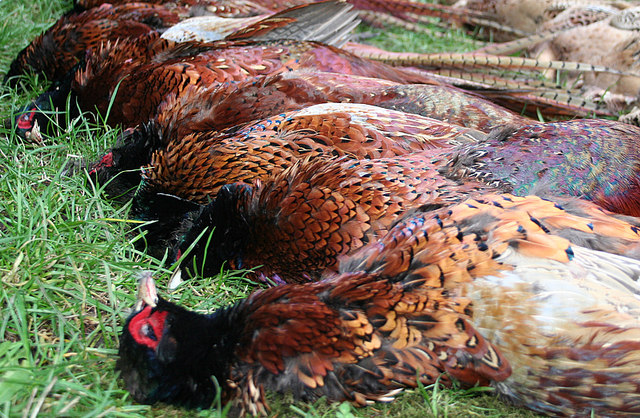
Chiến lợi phẩm chim trĩ trong một cuộc săn bắn

Săn chim trĩ hay còn gọi là bắn chim trĩ (Pheasant shooting) là môn thể thao săn bắn với đối tượng là các loài chim trĩ mà chủ yếu là loài trĩ đỏ (chim trĩ thông thường). Môn săn bắn giải trí này phổ biến nhất ở Vương quốc Anh nhưng được thực hành ở các nơi khác trên thế giới. Việc săn chim thường được thực hiện bằng cách sử dụng một khẩu súng ngắn, thường là từ 12-20 li hoặc nòng có kích cỡ là.410.
Săn chim trĩ được xem là môn thể thao quý tộc vì xuất xứ của nó và chi phí tham gia. Để tham gia môn thể thao này, người chơi cần có trang phục gọn nhẹ, súng săn. Tuy nhiên, để săn chim trĩ người chơi lại phải tiến tới một đẳng cấp khác. Người chơi phải có loại súng chuyên dụng và phải đến những khu vực có loài động vật này. Theo trang GunsOnPegs, chi phí trọn gói cho một vụ đi săn chim trĩ có thể lên tới 2.580 bảng Anh, tương đương 4.084 USD.

## Ở Anh
Tại Anh, loài trĩ đỏ được du nhập lần đầu tiên đến Vương quốc Anh từ nhiều thế kỷ trước, nhưng được phát hiện lại như một con chim săn bắn vào những năm 1830. Nó được nuôi nhiều trong điều kiện nuôi nhốt và khoảng 30 triệu con chim trĩ được thả ra mỗi năm trên các khu vực săn bắn, chủ yếu ở Anh, mặc dù hầu hết các loài chim được thả ra chỉ tồn tại chưa đầy một năm trong tự nhiên. Mùa săn tại Vương quốc Anh diễn ra từ ngày 01 tháng 10 đến ngày 1 tháng 2 theo Đạo Luật Săn bắn năm 1831.
Nói chung, chim trĩ bị bắn bởi những thợ săn sử dụng chó săn để giúp tìm và tha mồi về. Chó tha mồi (chó nhặt), chó Tây Ban Nha và các giống chó được sử dụng để săn chim trĩ. Đây là môn thể thao đắt tiền ở thế kỷ 19 ở Anh khi chim trĩ thường bị bắn vì thể thao hơn là thức ăn. Đó là một trò tiêu khiển hoàng gia phổ biến ở Anh để bắn chim trĩ. Vua George V đã bắn hơn một ngàn con chim trĩ trong tổng số 3.937 con trong khoảng thời gian sáu ngày vào tháng 12 năm 1913 trong một cuộc thi với một người bạn. 

## Ở Hoa Kỳ
Ở Hoa Kỳ, chim trĩ là loài ngoại lai đã được du nhập vào Bắc Mỹ vào năm 1773 và đã trở nên nổi tiếng trên khắp các tiểu bang thuộc dãy núi Rocky (các bang như Colorado, Montana, Wyoming, v.v.), vùng Trung Tây, đồng bằng, bình nguyên cũng như Canada và Mexico. Ở phía tây nam, chúng thậm chí có thể được nhìn thấy ở phía nam dãy núi Rocky trong Khu bảo tồn động vật hoang dã quốc gia Bosque del Apache khoảng 161 km (100 dặm) về phía nam của thành phố Albuquerque, New Mexico.
Săn chim trĩ rất phổ biến ở hầu hết Hoa Kỳ, đặc biệt là ở các bang thuộc vùng Đại Bình nguyên, nơi có sự pha trộn giữa đất nông nghiệp và đồng cỏ bản địa cung cấp môi trường sống lý tưởng cho loài này. Chỉ riêng Nam Dakota đã thu hoạch hàng năm hơn một triệu con chim mỗi năm bởi hơn 200.000 thợ săn. Phần lớn việc săn bắn của người Mỹ được thực hiện bởi các nhóm thợ săn, những người đi bộ qua các cánh đồng và bắn những con chim khi chúng bị những con chó như Labrador Retrievers và Springer Spaniels tấn công.